# Memory ballooning
Memory ballooning tehnika je u računalstvu koja se koristi za uklanjanje potrebe za prekomjernim dodjeljivanjem memorije hipervizora (fizičkog računala) koju koristi virtualno računalo (VM). Kako bi se ona implementirala, unutar jezgre (kernel) operativnog sustava virtualnog računala implementira se poseban upravljački program (balloon) koji dodjeljuje neiskorištenu memoriju unutar adresnog prostora VM-a u rezerviranu memoriju (balloon) tako da je nedostupna drugim programima u VM-u.
Međutim, umjesto da bude rezervirana za druge potrebe unutar VM-a, fizička memorija preslikana (mapirana) na te stranice memorije unutar VM-a zapravo hipervizor glavnog operativnog sustava oslobađa (demapirana) iz VM-a. Čineći je dostupnom za druge primjene; primjerice druga virtualna računala ili programe na hipervizoru. Ovisno o količini memorije koju zahtijeva VM, veličina balloona može se dinamički povećavati ili smanjivati, prema zahtjevima VM-a, naravno sve do granice koju određuje hipervizor.